# Nenad Beđik
Nenad Beđik est un rameur serbe né le 14 avril 1989 à Subotica.

## Palmarès

### Jeux olympiques
- 2012 à Londres  Royaume-Uni
  - 8e en deux de pointe

### Championnats d'Europe
- 2012 à Varèse  Italie
  -  Médaille de bronze en Deux de pointe
- 2013 à Séville  Espagne
  -  Médaille d'or en Deux de pointe
- 2015 à Poznań  Pologne
  -  Médaille de bronze en Deux de pointe

### Jeux méditerranéens
- 2013 à Mersin, Turquie
  -  Médaille d'argent en Deux de pointe